# 戦時税切手

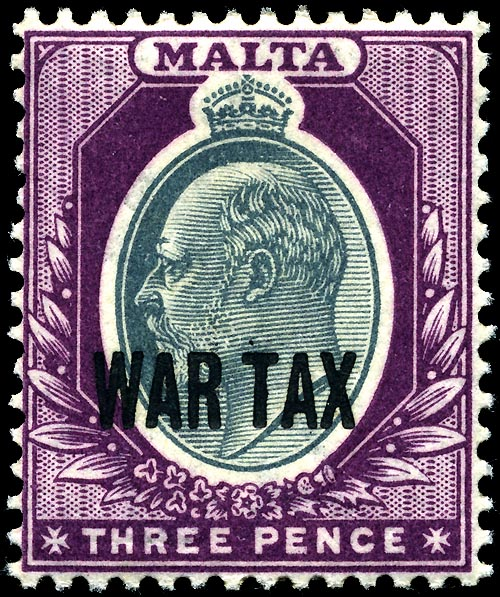
マルタの戦時税加刷切手（1918年）

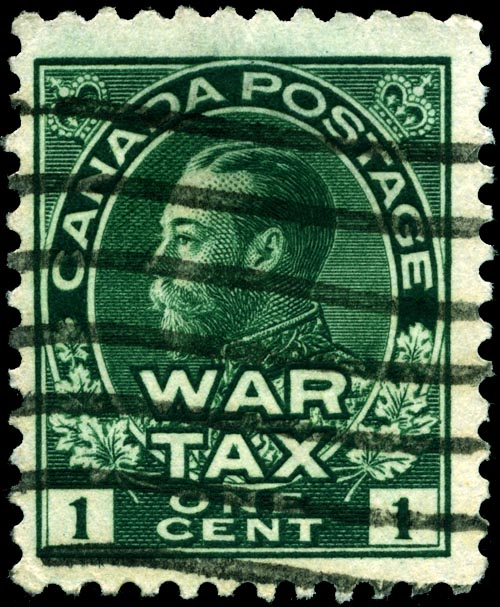
カナダの正刷戦時税切手（1915年）

戦時税切手（せんじぜいきって　英語:War tax stamp）とは、郵便税切手の一種で通常の郵便料金とは別に戦費調達の手段として全ての郵便物に添付を義務付ける切手である。日本では発行された事はない。

## 概要
郵便税切手は、ある一定期間に差し出される郵便物に対し添付を義務化することで、その収益を得ようとするものである。似たような切手に寄附金付切手があるが、こちらは任意的に行われる点が違う。そのため戦時税切手は「戦争終結」までの期限付きの税金として強制的に徴収させる場合が多い。
最初に戦争税切手が発行されたのは1874年のスペインであった。また第一次世界大戦中には多くのイギリス連邦諸国で戦時税切手が発行された。多くの国と地域では"戦争税"と加刷切手として発行されたが、カナダのように正刷切手として発行された国もあった。